# José Manuel de Herrera
José Manuel de Herrera Sánchez (27 mars 1776, Tlaxcala - 17 septembre 1831, Puebla), est un homme d'État qui fut chef du gouvernement pendant le régime monarchique mexicain d'Augustin Ier de 1822 à 1823, puis ministre des Relations extérieures et intérieures du Mexique pendant le gouvernement constitutionnel de l'Empire mexicain.

## Biographie
La première Régence mexicaine a décidé qu'ils se formassent les ministères exécutifs, et José Manuel Herrera a été nommé ministre de Relations extérieures et intérieures pour établir les contacts diplomatiques avec les États-Unis, le Guatemala, l'Angleterre et la Russie. Mais il est allé jusqu'au 29 octobre 1821, lorsqu'Agustín de Iturbide a commandé au chancelier que portera une lettre à Gabino Gaínza y Fernández de Medrano, le capitaine général et président de la Junte Provisoire Consultative de l'Amérique centrale, laquelle représentait aux délégués des provinces centre-américaines de Chiapas, San Salvador, Honduras, Nicaragua et Costa Rica pour leur proposer s'unir à l'Empire Mexicain d'accord avec le Plan d'Iguala et du Traité de Córdoba,,.
José Manuel de Herrera fut député du Congrès de Chilpancingo et a signé l'acte d'indépendance de 1813, en plus a aussi signé l'acte d'indépendance de l'Empire mexicain de 1821 et l'empereur Augustin Ier l'a nommé premier chancelier et ministre des Relations intérieures et extérieures. Le président Vicente Guerrero l'a nommé ministre de la Justice et il a ensuite été secrétaire des Relations extérieures de la République mexicaine. Pendant son administration le 23 janvier 1823, les États-Unis a officiellement reconnu de l'indépendance mexicaine et la formation de l'Empire mexicain.